# Sophronica flava
Sophronica flava är en skalbaggsart som beskrevs av Stefan von Breuning 1942. Sophronica flava ingår i släktet Sophronica och familjen långhorningar.
Artens utbredningsområde är Benin. Inga underarter finns listade i Catalogue of Life.